# Phaeacius yunnanensis
Phaeacius yunnanensis är en spindelart som beskrevs av Peng X., Kim 1998. Phaeacius yunnanensis ingår i släktet Phaeacius och familjen hoppspindlar. Inga underarter finns listade i Catalogue of Life.